# Kleitor
Kleitor (in greco Κλείτωρ?) è un ex comune della Grecia nella periferia del Peloponneso di 2 584 abitanti secondo i dati del censimento 2001.
È stato soppresso a seguito della riforma amministrativa detta Programma Callicrate in vigore dal gennaio 2011 ed è ora compreso nel comune di Gortynia.

## Località
Kleitor è formato dall'insieme delle seguenti località:
- Agridi
- Drakovouni
- Kerpini (Kerpini, Ano Kalyvia, Kato Kalyvia)
- Mygdalia (Mygdalia, Palaiopyrgos)
- Pournaria (Pournaria, Mouria)
- Prasino (Prasino, Kalyvia Karnesi)
- Theoktisto
- Valtesiniko (Valtesiniko, Kourouveli, Olomades)
- Xirokarotaina